# Liste de statues équestres du Portugal
Cet article recense les statues équestres au Portugal.

## Liste
| Œuvre                                            | Auteur                                       | Commune               | Localisation                         | Notes                                                                                 | Installation | Coordonnées                        | Illustration                                          |
| ------------------------------------------------ | -------------------------------------------- | --------------------- | ------------------------------------ | ------------------------------------------------------------------------------------- | ------------ | ---------------------------------- | ----------------------------------------------------- |
| Monument à la bataille de Valdevez               | José Rodrigues (pt)                          | Arcos de Valdevez     |                                      |                                                                                       |              | 41° 50′ 43″ nord, 8° 25′ 02″ ouest | Monument à la bataille de Valdevez, Arcos de Valdevez |
| Statue équestre de Nuno Álvares Pereira          | Leopoldo de Almeida                          | Batalha               | Monastère de Batalha, parvis         | Nuno Álvares Pereira                                                                  | 1966         | 39° 39′ 30″ nord, 8° 49′ 34″ ouest | Statue équestre de Nuno Álvares Pereira, Batalha      |
| Statue équestre de saint Longin (pt)             |                                              | Braga                 | Sanctuaire du Bon Jésus du Mont      | Longin le Centurion                                                                   | 1819         | 41° 33′ 17″ nord, 8° 22′ 40″ ouest | Statue équestre de saint Longin, Braga                |
| Statue équestre de Jean VI                       | Salvador Barata Feyo (pt)                    | Caldas da Rainha      | Musée Barata Feyo (pt)               | Jean VI                                                                               |              | 39° 23′ 56″ nord, 9° 07′ 49″ ouest | Statue équestre de Jean VI, Caldas da Rainha          |
| Statue équestre d'António Luís de Menezes        | Celestino Alves André                        | Cantanhede            |                                      | António Luís de Menezes                                                               | 1998         | 40° 20′ 47″ nord, 8° 35′ 39″ ouest | Statue équestre d'António Luís de Menezes, Cantanhede |
| Statue équestre du général Silveira              |                                              | Chaves                | Forte de São Francisco               | Francisco da Silveira Pinto da Fonseca Teixeira                                       |              | à géolocaliser                     | Statue équestre du général Silveira, Chaves           |
| Fontaine de la Miséricorde                       |                                              | Elvas                 | Praça 25 de Abril                    | Sanche II                                                                             | 1622         | 38° 52′ 43″ nord, 7° 09′ 57″ ouest | Image manquante                                       |
| Statue équestre de João Maria Ferreira do Amaral | Maximiano Alves (pt)                         | Lisbonne              | Alameda da Encarnação                | João Maria Ferreira do Amaral. Inaugurée à Macao en 1940, déplacée à Lisbonne en 1999 | 1940         | 38° 46′ 16″ nord, 9° 07′ 17″ ouest | Image manquante                                       |
| Statue équestre de Jean Ier                      | Leopoldo de Almeida                          | Lisbonne              | Praça da Figueira                    | Jean Ier                                                                              | 1971         | 38° 42′ 48″ nord, 9° 08′ 16″ ouest | Statue équestre de Jean Ier, Lisbonne                 |
| Statue équestre de Joseph Ier                    | Joaquim Machado de Castro                    | Lisbonne              | Praça do Comércio                    | Joseph Ier                                                                            | 1775         | 38° 42′ 27″ nord, 9° 08′ 11″ ouest | Statue équestre de Joseph Ier, Lisbonne               |
| Statue équestre de Gonçalo Mendes da Maia        | Lima de Carvalho                             | Maia                  | Praça Doutor José Vieira de Carvalho | Gonçalo Mendes da Maia (pt)                                                           | 1984         | 41° 13′ 59″ nord, 8° 37′ 20″ ouest | Image manquante                                       |
| Statue équestre d'ibn Qasi                       | Joamide et Horia                             | Mértola               | Château de Mértola                   | Ahmad ibn al-Husayn ibn Qasi                                                          | 2001         | à géolocaliser                     | Statue équestre d'ibn Qasi, Mértola                   |
| Statue équestre de Nuno Álvares Pereira          | Francisco Charneca, António José Charneca    | Portel                | Praça dom Nuno Álvares Pereira       | Nuno Álvares Pereira                                                                  | 2009         | 38° 18′ 36″ nord, 7° 42′ 11″ ouest | Image manquante                                       |
| Statue équestre de Jean VI                       | Salvador Barata Feyo (pt)                    | Porto                 | Praça de Gonçalves Zarco (pt)        | Jean VI                                                                               | 1966         | 41° 10′ 04″ nord, 8° 41′ 19″ ouest | Statue équestre de Jean VI, Porto                     |
| Statue équestre de Vímara Peres                  | Salvador Barata Feyo (pt)                    | Porto                 | Calçada de Vandoma                   | Vímara Peres                                                                          | 1968         | 41° 08′ 35″ nord, 8° 36′ 40″ ouest | Statue équestre de Vímara Peres, Porto                |
| Monument à Pierre IV de Portugal                 | Célestin Anatole Calmels                     | Porto                 | Praça da Liberdade (pt)              | Pierre Ier                                                                            | 1866         | 41° 08′ 47″ nord, 8° 36′ 41″ ouest | Monument à Pierre IV du Portugal, Porto               |
| Statue équestre de José Mestre Baptista          |                                              | Reguengos de Monsaraz |                                      | José Mestre Baptista (pt)                                                             |              | 38° 20′ 47″ nord, 7° 30′ 46″ ouest | Image manquante                                       |
| Campino                                          | Francisco Salter Cid                         | Salvaterra de Magos   |                                      | Campino                                                                               | 2003         | à géolocaliser                     | Image manquante                                       |
| Campino                                          | Domingos de Castro Gentil Soares Branco (pt) | Vila Franca de Xira   |                                      | Campino                                                                               | 1982         | à géolocaliser                     | Image manquante                                       |
| Statue équestre de Jean IV                       | Francisco Franco (pt)                        | Vila Viçosa           | Paço Ducal de Vila Viçosa, parvis    | Jean IV                                                                               | 1943         | 38° 46′ 57″ nord, 7° 25′ 16″ ouest | Statue équestre de Jean IV, Vila Viçosa               |